# Син (фільм, 1955)
«Син» (рос. «Сын») — радянський фільм режисера Юрія Озерова, знятий на кіностудії «Мосфільм» у 1955 році.

## Сюжет
Дев'ятикласнику Андрію Горяєву, який вчинив хуліганський вчинок, загрожує кримінальна відповідальність. Але завдяки жалісливості свідка героя відпускають. Після сварки з батьком хлопець іде з дому і поневіряється Москвою, поки випадок не приводить його на будівництво…

## Нагороди
Диплом Венеціанського кінофестивалю 1955 року.

## У фільмі знімалися
- Леонід Харитонов — Андрій Горяєв, десятикласник
- Петро Константинов — Іван Степанович Горяєв, батько Андрія
- Валентина Каргашова — мати Андрія
- Віктор Гераскін — Вася Козлов
- Надія Румянцева — Тамара, профорг 21 ділянки на будівництві
- Костянтин Сорокін — Панечкін, бригадир-шахрай
- Олексій Грибов — Сергій Іванович Кондратьєв, адміністратор цирку
- Володимир Білокур — Лавров, повітряний акробат
- Роза Макагонова — Шурочка Сокольська, циркова акробатка
- Олександр Михайлов — Володя, шофер циркового автобуса
- Віра Карпова — Сергєєва, школярка
- Сергій Калінін — дядя Федя
- Павло Винник — Шібикін, водій вантажівки
- Клен Протасов — міліціонер
- Олексій Кельберер — класний керівник 10 класу
- Ада Войцик — мати Василя
- Павло Шальнов — Ложечкін. «Легше, Льоша, зі злодіями теж треба культурно!»
- Володимир Землянікін — Льоша Старостін, молодий робітник
- Костянтин Барташевич — Олександр Олександрович, директор школи
- Олексій Бахар — робочий, (немає в титрах)
- Валентин Брилєєв — дільничний заарештовує Шібикіна, (немає в титрах)
- Олександр Гречаний — міліціонер у відділенні міліції, (немає в титрах)
- Ніна Дорошина — продавчиня в кондитерському відділі, (немає в титрах)
- Юрій Бєлов — конвойний міліціонер, (немає в титрах)
- Євген Кудряшев — перехожий, затримав Андрія, (немає в титрах)
- Володимир Кулик — однокласник Андрія, (немає в титрах)
- Лев Лобов — старшина, (немає в титрах)
- Світлана Харитонова — працівниця з лопатою. «Очманів! Ти коли-небудь лопату в руках тримав?» (Немає в титрах)